# Mount Kennedy, Antarktis
Mount Kennedy är ett berg i Antarktis. Det ligger i Östantarktis. Australien gör anspråk på området. Toppen på Mount Kennedy är 454 meter över havet.
Terrängen runt Mount Kennedy är platt söderut, men norrut är den kuperad. Terrängen runt Mount Kennedy sluttar norrut. Trakten är obefolkad. Det finns inga samhällen i närheten.